# Quận Asotin, Washington
Quận Asotin là một quận thuộc tiểu bang Washington, Hoa Kỳ.
Quận này được đặt tên theo. Theo điều tra dân số của Cục điều tra dân số Hoa Kỳ năm 2010, quận có dân số 21.623 người. Quận lỵ đóng ở Asotin, còn thành phố lớn nhất là Clarkston. Quận Asotin được lập từ quận Garfield ngày 27 tháng 10 năm 1883.

## Địa lý
Theo Cục điều tra dân số Hoa Kỳ, quận có diện tích 1600 km2, trong đó có 13 km2 là diện tích mặt nước.